# ロイヤルホスト
ロイヤルホスト（英: Royal Host）は、ロイヤルホールディングスの子会社であるロイヤルフードサービス株式会社が運営するファミリーレストラン。Royal Hostとは「宮廷のもてなし役」の意味。通称ロイヤル。

## 概説
1950年（昭和25年）に江頭匡一が福岡県でキルロイ特殊貿易株式会社を創業。江頭は米軍基地でのコック経験やそこで得たノウハウを下地に、3つの飲食事業を地元の福岡で誕生させた。そのうちのひとつが、洋食レストランの展開である。
江頭は、銀座の有名店「コックドール」を経営していた「月ヶ瀬」社長の伊藤佐太郎に教えを請い、店舗設計者や支配人、チーフコックなどの紹介を受けると、1953年11月、福岡市中洲に福岡県初のフランス料理店「ザ・ロイヤル中洲本店」をオープンした。1階に親しみやすい喫茶、2階にやや敷居の高いフレンチレストランという、ホテルニューグランドのレストランに似た構造を持つ同店は、パフェやサンデーを提供した1階を中心に人気を博した。オープンから3か月後には、マリリン・モンローが当時の夫であったジョー・ディマジオと共に来店。モンローがロイヤルのオニオングラタンスープを気に入り、滞在期間中、毎日注文していたというエピソードがある。
「ロイヤルホスト」としての1号店は、フランチャイズ店として、1971年（昭和46年）に北九州市八幡区大字熊手（現・八幡西区青山三丁目）にオープンした。その後、北九州市など北部九州を中心に、数店のフランチャイズ店が存在したが、現在は全店直営店に業態変更している。かつては300店を超えていたが、2002年以降は不採算店舗の閉店を進めており、特に2009年以降は大量に閉店した（一部はステーキレストランの「カウボーイ家族」に業態転換・改装）うえ、2008年から2013年11月までは新規出店がなかったため、店舗数は減少傾向にあるとされる。
2005年のロイヤルグループの持株会社移行の際、北海道が「ロイヤル北海道」、九州が「ロイヤル九州」、それ以外が「ロイヤル」に事業会社が3分割されたが、2007年に「ロイヤル」の会社分割により関東地方の事業が「ロイヤル関東」に分割され（ロイヤルには外食インフラ機能のみが残る）、2009年にロイヤル関東がロイヤル北海道を合併し「ロイヤル東日本」に移行、ロイヤル九州が広島以西の事業を引き受けて「ロイヤル西日本」に商号変更した。
一方、関西地区は、大阪ガスの子会社であった株式会社キンレイの連結会社「オージー・ロイヤル株式会社」の下で運営されていたが、2002年（平成14年）にキンレイ保有株式の大半がロイヤルへ譲渡され、残りの株式も2004年（平成16年）にすべて譲渡され、大阪ガスはロイヤルホストの事業から撤退した。その後社名を「ロイヤル関西株式会社」に変更して運営されていたが、2011年にロイヤルホスト社に統合されている。2007年4月にはロイヤルから中部地方と岡山県内の事業を吸収し、2009年以降は北海道・東北・関東がロイヤル東日本、中部・関西・岡山県がロイヤル関西、広島県、山口県、九州がロイヤル西日本の3社体制となった。その経緯から、ロイヤル関西管内は基幹システムが他地区と切り離されていた。
2011年1月にロイヤル東日本が他の地域会社2社を吸収合併し、「ロイヤルホスト株式会社」として1社に統合。さらに2021年に『天丼てんや』を展開するテンコーポレーションと、麒麟麦酒との合弁事業だったアールアンドケーフードサービスを吸収合併し、ロイヤルホスト改めロイヤルフードサービスの運営となっている。
現在は北海道から沖縄県まで30都道府県に222店舗（2024年1月現在） を展開している。なお北東北3県、山形県、栃木県、北陸3県、岐阜県、三重県、山陰2県、四国4県、佐賀県には店舗がない。

## 沿革
- 1950年（昭和25年）4月 - ロイヤルの前身であるキルロイ特殊貿易株式会社設立
- 1953年（昭和28年）12月 - フランス料理店「ロイヤル中洲本店」を福岡市東中洲（現：博多区中洲）に開店[注釈 5]。
- 1959年（昭和34年）11月 - 福岡市天神・新天町に洋食レストラン「ロイヤル」の1号店を出店。
- 1971年（昭和46年）12月 - 「ロイヤルホスト」1号店を北九州市八幡区（現:八幡西区）青山に開店。
- 1975年（昭和50年）12月 - 「ロイヤルホスト東神戸店」開店（関西進出1号店）。
- 1977年（昭和52年）3月 - 「ロイヤルホスト三鷹店」開店（東京進出1号店）。
- 1984年（昭和59年）12月 - 都心型「ロイヤルホスト新宿三井ビル店」を開店。
- 1988年（昭和63年）6月 - ロイヤルホスト300店突破（松戸駅前店）。
- 1993年（平成5年）4月 - 台湾東元電機と合弁でロイヤルホスト台湾1号店となる台北市「樂雅樂（ロイヤルホスト） 南京東路店」開店（現在は提携を解消し「ロイヤルパーク」の名で独自に店舗展開）[2]。
- 2005年（平成17年）7月 - 持株会社に移行。会社分割により、ロイヤルホールディングス株式会社（旧：ロイヤル）並びに傘下の各社の運営に移行。
- 2010年（平成22年）11月 - 上海市の美羅城に中国1号店上海店開店[3][4]。
- 2011年（平成23年）1月1日 - ロイヤル東日本が、ロイヤル関西、ロイヤル西日本を吸収合併し、商号をロイヤルホストに変更[5]。これによりロイヤルホストの運営は、地域分社体制から全国1社体制となる。
- 2012年（平成24年）11月7日 - 北九州市八幡西区の「ロイヤルホスト」1号店が、ロイヤルホストが運営を開始した新業態「カウボーイ家族」にリニューアル。同時にフランチャイズ店が姿を消す。
- 2014年（平成26年）6月20日 - 上海店を閉店し、中国から撤退[3]。
- 2014年（平成27年）4月25日 - イオンモール沖縄ライカム内に同じくロイヤル系列の「カウボーイ家族」と2店同時出店し、沖縄県に進出した[6]。
- 2021年（令和3年）1月1日 - ロイヤルホスト株式会社がテンコーポレーション、アールアンドケーフードサービスを吸収合併。ロイヤルフードサービス株式会社に商号変更[7][8]。

## 店舗・メニューの特徴

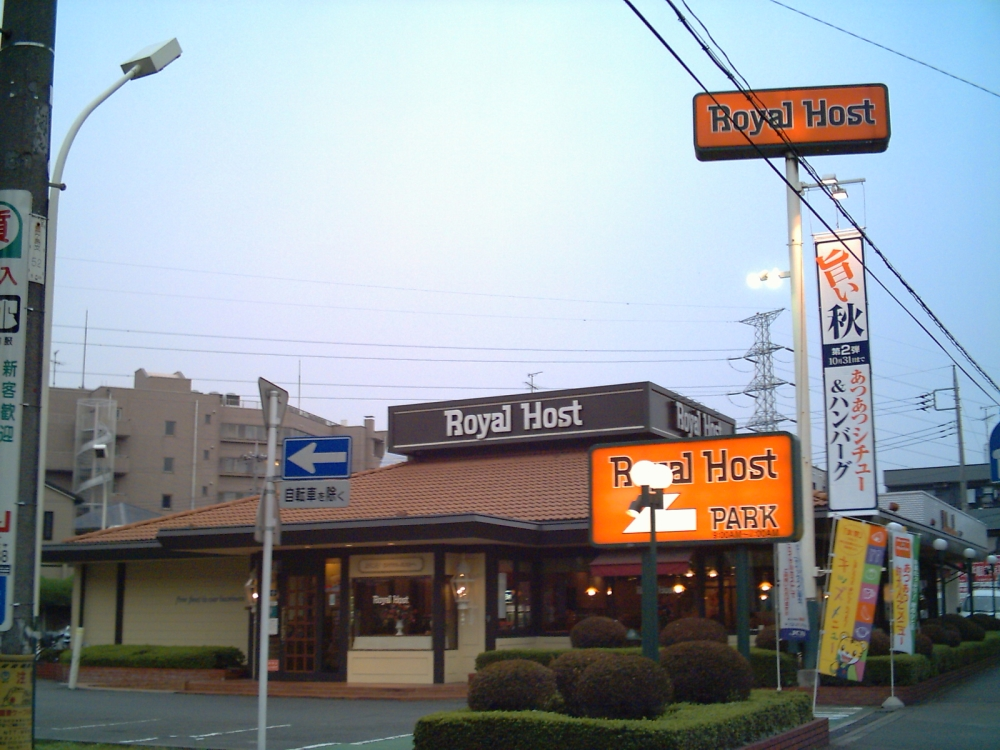
ロイヤルホスト所沢店（埼玉県所沢市）

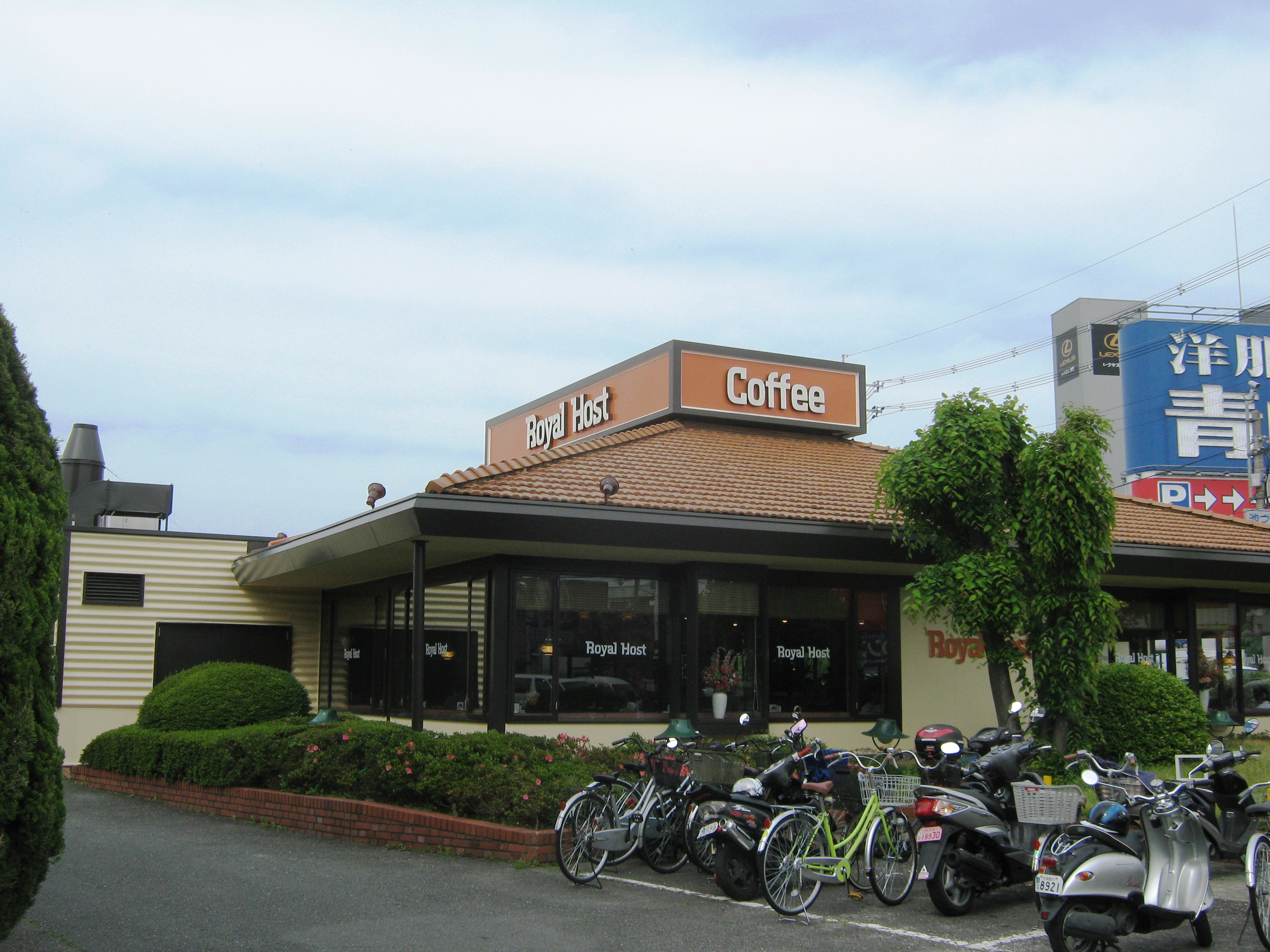
ロイヤルホスト枚方店（大阪府枚方市）現在は閉店

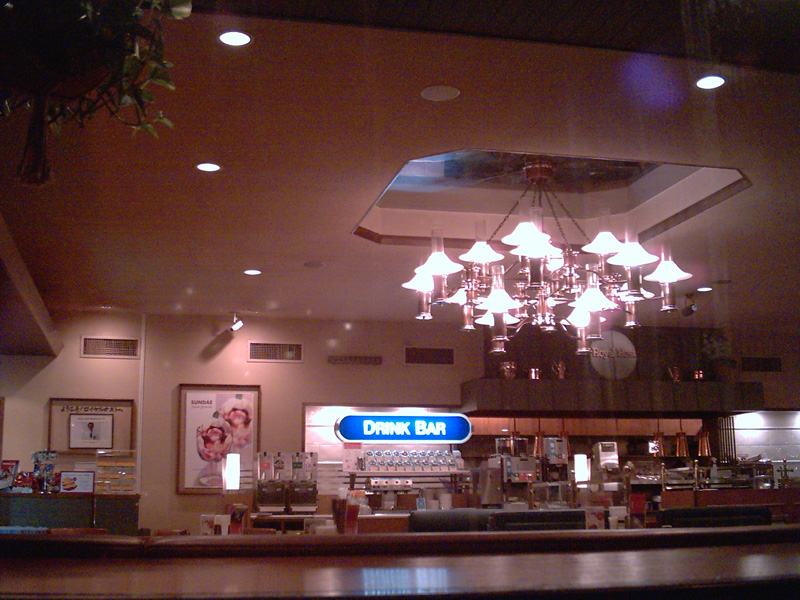
ロイヤルホスト・ドリンクバー導入店の店内

- 2007年 - 新メニュー、ハッシュドビーフハンバーグに新開発の紙鍋を採用。鉄板による具材の焦げ付きやソースの煮詰まりを防ぎ、最後まで温かいまま食べられるようになった。
- バイキング形式の導入 - 一部店舗で、ドリンクバー（ソフトドリンク飲み放題）、スープバー（1～数種類のスープ飲み放題）、サラダバー（数種類のサラダが食べ放題）、ブレッドバー（数種類のパンが食べ放題）を展開している[注釈 6]。なお、取り扱いの種類は、各店舗で異なる（例:長崎県の長崎駅ビル店では通常メニューの他にトルコライス、佐世保バーガー、ちゃんぽん、皿うどんも取り扱っている）。
- オニオングラタンスープ - ロイヤルホストの看板メニュー。1954年に、福岡市東中洲にあったロイヤル中洲本店（現:花の木レストラン）に、新婚旅行で来日中のマリリン・モンロー、ジョー・ディマジオ夫妻が訪問した際、好んで食したとされる。「マリリン・モンローはロイヤルのオニオングラタンスープを3日連続で食べた」との旨がメニュー表などに書かれている。
  - なお、ロイヤルホストのメニューとしては1986年に発売されている[9]。
- 当初は、焼肉設備のある店舗を除き洋食メニューのみであったが、近年は、日本料理、中華料理、イタリア料理等もレギュラーメニューに加わっている。また、定期的に各国の料理フェアを行っており、中でも夏期のカレーフェアについては定番となっている。
- 2010年に中国に出店した際には、日本と同じメニュー構成で挑んだが、従業員の入れ替わりが激しく、調理や接客などのノウハウが定着しなかったため2014年に撤退した[10]。
- 電子マネーはQUICPay、交通系ICカード、楽天Edy、iDに対応。2014年4月14日より全国の店舗でサービスが拡充された。なお、長崎駅ビル店、大宮ステラタウン店、沖縄ライカム店については入居施設の方針により、一部利用できない電子マネーがある。
- 大阪ガスグループとの合弁だった時代の関西地区では、メニューが他地域とは大きく異なっていた。
  - 2024年12月現在でも、空港内の店舗や九州大学病院店、京都高島屋S.C.店など他店舗と異なるメニューを提供する店舗が一部に存在する（空港内の店舗のメニューには、RoyalHostロゴの下にAIRPORTと書かれている）。

## 過去に展開していた業態
プレミアムロイヤルホスト
ロイヤルホストから生まれた新コンセプトレストラン。2013年2月に、『カフェ ロイヤル パーク』としてオープン。店で焼き上げる自家製パンやファーマーズデリ（前菜ビュッフェ）が特徴。2014年4月に、同店のエッセンスをそのままにリニューアルした。
住吉（福岡）と駒沢（東京）に2店舗を展開していたが、2018年10月現在は両店とも通常のロイヤルホストに戻っている。但し、駒沢店のみプレミアムグランドメニューは提供している。
スパイスプラス
2012年7月に、「野菜のおかず（サブジ）＆洋食カレー」専門店の『カレー家族』としてオープン。その後、2012年11月9日に現在のスパイスプラスに変更。
霞ヶ関・横浜・神谷町に計3店舗（2015年5月13日時点）展開していた。
カウボーイ家族
ステーキ、ハンバーグ、サラダバーに特化した新業態。2010年12月に練馬にあった石神井店 など、関東と関西の11店舗でテスト展開を開始し、2012年3月から春日店（福岡） を皮切りに全国展開を開始。
最盛期となる2015年11月時点で全国で39店舗を展開していたが、翌年10月31日に札幌・新潟・八尾（大阪）にあった3店舗が閉店 して以降は漸減し、特に2019年以降閉店が相次ぎ、2022年6月30日に最後まで残っていた青山店（北九州） の閉店によりブランド展開を終了した。

## テレビ番組
- がっちりマンデー!!（2013年9月15日、TBS）- 同社の特集が組まれ、矢崎精二・同社代表取締役社長がスタジオ出演した[20]。
- 日経スペシャル カンブリア宮殿 奇跡の復活！ ロイヤルホスト15年間長期低迷からの脱却（2014年4月10日、テレビ東京）- 社長の矢崎精二が出演[21]。
- ジョブチューン ロイヤルホスト×超一流料理人（2022年11月26日、TBS）[22]。

## その他
- 向谷実が「ロイヤルホストのパンケーキを愛している」と公言して憚らないことから、その想いを寄せて『ロイヤルホストのパンケーキの歌』を作曲。ロイヤルホストの公式パンケーキの歌として公認されており、iTunesにて配信（有料）されている[23][24]。
- Twitter（現、X）のロイヤルホスト公式アカウント「@Royal_Host (ロイホたん）」によるホスピタリティ全開のTwitter活用により、多くの人がbot（機械的に）リプライだと思われていたが、GIGAZINEによる[25]中の人へのインタビューが実現している（なお、その担当者は2012年1月31日に担当から外れ、後にアカウント自体が閉鎖されている）。